# Битолски надпис
Битолският надпис е надпис на старобългарски език от времето на Йоан Владислав (1015 – 1018), последният цар на Първото българско царство. Той е сред най-старите български надписи заедно с надписа на ичиргу боила Мостич от 950 – 960 година, Самуиловия надпис от 993 година и Варошкия надпис от 996 година. Първоначално, след откриването си през 1956 година, плочата е изложена в градския музей. След свързан с нея българо-югославски скандал през 1970 година тя дълги години се намира в трезора на Битолския музей и не е изложена за посетителите. От 90-те години на XX век каменният блок е експониран в музея в залата за средновековна история на града, но без обяснителен текст за съдържанието му като цяло. В надписа е посочено, че плочата е от 1015/1017 година и че в нея за първи път се споменава името на града. В сайта на музея плочата е описана като една от най-значимите находки от периода на управлението на Иван Владислав.

## Откриване и значение
Намерен е през декември 1956 година в Народна република Македония при събарянето на Сунгур Чауш бег джамия в град Битоля, която вероятно е градена с камъни от Битолската крепост. В него владетелят съобщава за обновяването на Битолската крепост и упоменава, че е цар на България и „българин по род“. Информация за откритата плоча се разчува незабавно в града и е изнесена в България с помощта на македонския българин Панде Ефтимов. По това време той среща в Битоля свой съгражданин, който му разказва, че на един строеж са открили мраморен камък с някакви надписи по него. На следващата сутрин те отиват на строежа, където Панде вижда надпис на който се разчита думата „българин“. Прави няколко снимки с фотоапарата си и отнася материалите в българското посолство в Белград, заради което впоследствие е осъден. Снимка на надписа е изпратена в България и през 1959 година от друг местен човек – Георги Калоянов, на професор Александър Бурмов, който прави публикация за надписа в списание „Пламък“. По това време София избягва да дава гласност на тази информация, понеже Белград и Москва подобряват чувствително отношенията си след разрива през 1948 година. Все пак след Мартенския пленум на ЦК на БКП от 1963 година официалната власт открито започва да критикува водената между 1944 – 1958 г. в България македонистка политика и недвусмислено променя позициите си. Така, надписът е разчетен окончателно, след като българските учени Йордан Заимов и съпругата му Василка Тъпкова-Заимова се добират до Битолската плоча през 1968 година. Това става, след като от Съюза на учените в България е организирана екскурзия в Македония, при която в Битолския музей съпрузите, които предварително са подготвени, взимат отпечатък на надписа. Така се възстановява по-голямата част от текста, който е публикуван в труда „Битолския надпис на Иван Владислав, самодържец български. Старобългарски паметник от 1015 – 1016 година.“, издаден от БАН през 1970 година. Дадената гласност осуетява плановете на Югославските власти за унищожението на надписа. Този факт нанася тежък удар на привържениците на македонизма, като директорът на Битолския музей, който е сърбин, след публикацията е незабавно уволнен, а плочата за дълго е прибрана в хранилището на музея. Повечето автори са съгласни с датировката на Заимови, макар че някои не споделят части от тяхната възстановка. Малцина, като македонистът Хорас Лънт, твърдят, че надписът е от 1234 г. и времето на Иван Асен II, въпреки че това твърдение няма логическа връзка със съдържанието му.
Като пример за огромното историческо и политическо значение на надписа може да се даде неотдавнашен скандал в Северна Македония, възникнал при изготвянето на туристически каталог на Битоля. Френското консулство в Битоля, спонсориращо изготвянето на каталога, използва за корицата част от текста на плочата, съдържаща думата „български“. Забелязано от местните власти, това предизвиква гневна реакция и спиране на каталога от печат. Френският консул се извинява за „недоглеждането“ и каталогът е издаден с друга снимка на корицата.